# فهرست ادبیات فمینیستی
فهرست زیر فهرستی از ادبیات فمینیستی است که بر اساس سال اولین انتشار فهرست شده است. کتاب‌ها و مجلات به‌صورت مورب آمده‌اند، و همه انواع دیگر آثار ادبی در گیومه نیستند یا هستند. مراجع ممکن است پیوندی به متن کامل داشته باشند.

## قرن ۱۴
- دمولیربوس کلاریس، جووانی بوکاچیو (۱۳۶۱–۶۲)

## قرن ۱۵
- کتاب شهر بانوان، کریستین دو پیزان (ح. 1405)
- گنجینه شهر بانوان، کریستین دو پیسان (ح. 1405)[۱]
- داستان ژان آرک، کریستین دو پیزان (1429)[۲]
- داستان همسر داستان باث، جفری چاوسر

## قرن ۱۶
- اورلاندو فوریوسو آواز ۳۷، لودوویکو آریوستو (۱۵۱۶–۱۵۳۲)
- بهترین برتر زنان بر مردان، هاینریش کورنلیوس آگریپا (۱۵۲۹)
- دفاع از زنان خوب، توماس الیوت (۱۵۴۵)
- اشرافیت زنان، لودوویکو دومنیچی (۱۵۴۹)[۳]
- دفاع از زنان، دومنیکو برونی دا پیستویا (۱۵۵۲)[۴]
- خودآموز دفاع شایسته از زنان در نظم و نثر… در مقابل مخالفان هم‌جنس، با یک رساله مختصر برای پسربچه‌ها، لوئیجی داردانو (۱۵۵۳)[۵]
- گفتار در مورد اصول همه کانتی‌های اورلاندو فوریوسو، لورا تراسینا (۱۵۸۳)
- پرومنور اثر آقای دومونتن که به عشق در آثار پلوتارک می‌پردازد، ماری لو جار د گورنای (۱۵۸۴)[۶]
- حمایتش از زنان، جین انجر (۱۵۸۹)[۷]

## قرن ۱۷
- ارزش زنان، مدراتا فونته (۱۶۰۰)
- "شعر ۹۲، به نام ساتیر فلسفی، خوانا انیس د لا کروز (۱۶۰۰)[۸]
- شرافت و فضیلت زنان و نقص و عیب مردان لوکرزیا مارینیلا (۱۶۰۱)
- جواب عذرخواهی به آن کتابچه بی‌دین و بی‌سواد که توسط جو ساخته شده، راشل اسپگت (۱۶۱۷)
- استرهامان را دارا کرد: پاسخ به یک کتابچه فحش، تحت عنوان «محاکمه زنان» با توجیه مردان و شوهران فحاش و بیکار، استر سوورنام (۱۶۱۷)
- سوتنام زن متنفر، ناشناس (۱۶۲۰)
- برابری زنان و مردان، ماری لو جارز دی گورنی (۱۶۲۲)[۹]
- غم زنان ماری لو جارز دی گورنی (۱۶۲۶)[۱۰]
- زنان سخنرانی که توسط کتاب مقدس توجیه شده و اثبات شده و مجاز شده است، همه آن‌ها با روح و قدرت خداوند عیسی سخن می‌گویند. و این‌که زنان اولین کسانی بودند که خبر از قیامت عیسی را تبلیغ کردند و با فرمان مسیح فرستاده شدند، قبل از عروج نزد پدر، جان ۲۰. ۱۷، مارگارت فول (۱۶۶۷)[۱۱]
- مقاله‌ای برای احیا کردن آموزش قدیمی زنان در دین، آداب، هنر و زبان با پاسخ به اعتراضات علیه این روش آموزش، باتسوآ ماکن (۱۶۷۳)
- برابری هر دو جنس، فرانسیس پولین دی لا بار (۱۶۷۳)[۱۲]
- در باب تربیت بانوان برای سلوک ذهن در علوم و اخلاق، مصاحبه، فرانسیس پولان دی لا بار (۱۶۷۴)[۱۳]
- شاهزاده خانم کلوز، مادام دو لا فایت (۱۶۷۸)
- وکیل زن یا، پاسخی به یک ساتر متأخر در برابر غرور، شهوت و بی‌ثباتی، و غیره. زن‌نوشت توسط بانویی در دفاع از خود، سارا فیج ایگرتون (۱۶۸۶)[۱۴]
- یک پیشنهاد جدی به خانم‌ها، برای پیشبرد منافع واقعی و بزرگ آن‌ها، ماری استل (۱۶۹۴)
- مقاله ای در دفاع از جنسیت زن. در آن شخصیت‌ها؛ یک عالم‌نما، یک سرباز، یک زیبا، یک هنرمند، یک شاعر، یک منتقد و غیره درج شده است. در نامه‌ای به یک بانو. نوشته شده توسط یک خانم، جودیت دریک (۱۶۹۷)[۱۵]
- یک پیشنهاد جدی، بخش دوم، مری استول (۱۶۹۷)
- ماجراجویی بانوی سیاه افرا بن (۱۶۹۷)[۱۶]

## قرن ۱۸
- برخی تأملات پس از ازدواج، به مناسبت ازدواج دوشس مازارین، مری استل (۱۷۰۰)
- دفاع خانم‌ها، یا گفتگوی بین سر جان بروت، سر ویلیام لاول، ملیسا و یک کشیش, بانو مری چادلی (۱۷۰۱)
- آموزش زنان، دانیل دفو (۱۷۱۹)
- شبیه‌سازی، سارا فیج (۱۷۱۹)
- زایمان زن، مری کولیر (۱۷۳۹)[۱۷]
- نامه‌های یک زن پرویی، فرانسوا د گرافینی (۱۷۴۷)
- زن کیشوت، شارلوت لنوکس (۱۷۵۶)
- مقاله‌ای در باب زن در سه رساله، مری لیپور (۱۷۶۳)
- مجموعه‌ای از حروف، قصیده‌های تا حالا منتشر نشده توسط یک خانم, آن بی پونتز (۱۷۶۸/۱۷۶۹)[۱۸]
- نامه‌های حقوق زنان، ابیگیل آدامز و جان آدامز (۱۷۷۶)[۱۹]
- افکار بی‌رحمانه در باب سودمندی تشویق درجه‌ای از خودپسندی، به‌ویژه در سینه‌های زنانه، جودیت سارژنت مورای (۱۷۸۴)[۲۰]
- فلسفه ایینز ویبس: فون اینر بیوباخترین،  ماریان ارمن (۱۷۸۴)
- ماری: یک داستان، مری ولستون‌کرافت (۱۷۸۸)[۲۱]
- درخواست زنان از عوام به پادشاه (۱۷۸۹)[۲۲]
- «درخواست زنان به مجلس ملی [فرانسه]» (۱۷۸۹)[۲۳]
- در باب پذیرش زنان در حقوق شهروندی، مارکی دو کندورسه (۱۷۹۰)[۲۴]
- «در باب برابری جنسیت‌ها»، جودیت سارژنت مورای، از مجله ماساچوست در مورد ادبیات، تاریخ، سیاست، هنر، آداب و رسوم، سرگرمی‌های عصر، جلد. دوم (۱۷۹۰)[۲۵]
- احقاق حقوق زن, مری ولستون‌کرافت (۱۷۹۱)[۲۶]
- اعلامیه حقوق زن و شهروند مؤنث، المیپ دگوژ (۱۷۹۱)[۲۷]
- حقوق زنان [شامل اعلامیه حقوق زن و شهروند مؤنث]، المیپ دگوژ (۱۷۹۱)[۲۷]
- دفاعی کوتاه از حقوق زنان نوشته روزا کالیفرنیا و کنتس رومی، روزا کالیفرنیا (۱۷۹۴)[۲۸]
- علل زنان، گفتمان ایتالیایی‌ها از یک شهروند [زن]، ناشناس، (۱۷۹۷)[۲۹]
- ماریا: یا اشتباهات زن, مری ولستون‌کرافت (۱۷۹۸)[۳۰]

## قرن ۱۹

### دهه ۱۸۱۰ تا ۱۸۲۰
- غرور و تعصب، جین آستن (۱۸۱۳)
- «خطابی به عموم؛ به‌ویژه به اعضای مجلس قانون‌گذاری نیویورک، پیشنهاد طرحی برای بهبود آموزش زنان»، اما ویلارد (۱۸۱۹)
- «مردان و زنان؛ فرضیه مختصری در باب تفاوت در نبوغ آن‌ها»، جان نیل (۱۸۲۴)[۳۱]
- تعداد اسکلت، یا معشوقه خون‌آشام، الیزابت کارولین گری (۱۸۲۸)

### دهه ۱۸۳۰
- ایندیانا، ژرژ ساند (۱۸۳۲)
- «اعتراض به قانون ازدواج»، رابرت دیل اوون (۱۸۳۲)
- ولنتاین، ژرژ ساند (۱۸۳۲)
- للیا، ژرژ ساند (۱۸۳۳)
- ژاک، ژرژ ساند (۱۸۳۴)
- تاریخچه وضعیت زنان در اعصار و ملل مختلف، لیدیا ماریا چایلد (۱۸۳۵)[۳۲]
- نامه‌هایی در باب برابری جنسیت‌ها، سارا گریمکه (۱۸۳۷)
- «اظهارات مشتمل بر استدلال قاضی هرتل در مجلس مجمع در ایالت نیویورک در جلسه ۱۸۳۷ در حمایت از لایحه بازگرداندن «حق مالکیت» به زنان متأهل که توسط قانون اساسی ایالات متحده تضمین شده است.» قاضی توماس هرتل (۱۸۳۷)
- زمان‌هایی که روح مردان را امتحان می‌کند، ماریا وستون چپمن (۱۸۳۷)[۳۳]
- زن، هریت مارتینو (۱۸۳۷)[۳۴]
- دربارهٔ ازدواج، هریت مارتینو (۱۸۳۸)[۳۵]

### دهه ۱۸۴۰
- «حقوق زنان: چکیده سخنرانی ارائه‌شده توسط جان نیل در پرستشگاه»، جان نیل (۱۸۴۳)[۳۶]
- دعوی بزرگ، مارگارت فولر (۱۸۴۳)[۳۷]
- تاریخ مختصر وضعیت زنان: در اعصار و ملل مختلف، جلد ۲، لیدیا ماریا چایلد (۱۸۴۵)[۳۸]
- «حقوق و شرایط زنان»، ساموئل می (۱۸۴۵)[۳۹]
- زن در قرن نوزدهم، مارگارت فولر (۱۸۴۵)[۴۰]
- پوگانکا (زن بت‌پرست)، اثر نارسیزا ژمیچوسکا (۱۸۴۶)[۴۱]
- جین ایر، شارلوت برونته (۱۸۴۷)[۴۲]
- بازدیدکننده شنبه پیتسبورگ، روزنامه حقوق زنان و لغو ممنوعیت‌های قانونی که توسط جین سویسلم تأسیس شد.
- «اعلامیه احساسات و تصمیمات آبشار سنکا»، الیزابت کدی استانتون (نویسنده اصلی) (۱۸۴۸)[۴۳]
- مستأجر سالن وایلدفل، آن برونته (۱۸۴۸)
- «سخنرانی حقوق رأی»، الیزابت کدی استانتون (۱۸۴۸)
- «گفتمان در باب زن»، لوکرشیا موت (۱۸۴۹)[۴۴]
- لیلی، روزنامه منتشرشده توسط آملیا بلومر (۱۸۴۹)[۴۵]

### دهه ۱۸۵۰
- داغ ننگ، ناتانیل هاثورن (۱۸۵۰)[۴۶]
- زن و نیازهای او, الیزابت اوکس اسمیت (۱۸۵۰–۱۸۵۱)[۴۷]
- «من یک زن نیستم؟» سخنرانی، سوجرنر تروث (۱۸۵۱)[۴۸]
- «حق رأی زنان»، هریت تیلور میل، از وست‌مینستر ریویو (۱۸۵۱)
- «سخنرانی در کنوانسیون ملی حقوق زنان»، ارنستین رز (۱۸۵۱)[۴۹]
- «مسئولیت‌های زن»، کلارینا هاوارد نیکولز (۱۸۵۱)[۵۰]
- «کاساندرا»، فلورانس نایتینگل (۱۸۵۲)
- «سخنرانی در کنوانسیون ملی حقوق زنان»، ماتیلدا جاسلین گیج (۱۸۵۲)
- روزنامه زنان آلمان، نشریه حقوق زنان آلمانی‌زبان ماتیلد فرانزیسکا آنکه (۱۸۵۲)[۵۱][۵۲][۵۳]
- ویلت، شارلوت برونته (۱۸۵۳)
- چه ساعتی از شب است، سوجرنر تروث (۱۸۵۳)[۵۴]
- حقوق زنان، ویلیام لوید گریسون (۱۸۵۳)[۵۵]
- اونا، نشریه دوره‌ای فمینیستی منتشرشده توسط پولینا کلوگ رایت دیویس (۱۸۵۳)[۵۶]
- «خلاصه‌ای کوتاه از مهم‌ترین قوانین مربوط به زنان به زبان ساده»، باربارا بودیچون (۱۸۵۴)
- «خطاب به مجلس قانون‌گذاری نیویورک»، الیزابت کدی استانتون (۱۸۵۴)[۵۷]
- «قوانین انگلیسی برای زنان در قرن نوزدهم»، کارولین نورتون (۱۸۵۴)[۵۸]
- «نامه‌ای به ملکه در مورد قانون ازدواج و طلاق لرد صدراعظم کرانورث»، کارولین نورتون (۱۸۵۵)[۵۹]
- ازدواج لوسی استون تحت اعتراض، لوسی استون، کشیش توماس ونتورث هیگینسون و هنری بلک ول (۱۸۵۵)[۶۰]
- «بهشت مجردها و تارتاروس خدمتکارها»، هرمان ملویل (۱۸۵۵)
- روث هال، فانی فرن (۱۸۵۵)[۶۱]
- «حق زنان برای استفاده از حق رأی انتخابی»، اگنس پوچین (۱۸۵۵)
- هرتا، فردریکا برمر (۱۸۵۶)[۶۲]
- «دموکراسی ثابت. حق رأی دادن انتخابی برای زنان. بیست و پنج شهادت از مردان برجسته، یعنی: فرماندار سابق آنتونی، کشیش هنری وارد بیچر، کشیش چانینگ [و غیره]» (۱۸۵۸)[۶۳]
- «خدمت زن، یا حق زن برای موعظه انجیل»، کاترین بوت (۱۸۵۹)[۶۴]
- «آیا زنان باید الفبا را یاد بگیرند؟»، توماس ونتورث هیگینسون (۱۸۵۹)[۶۵]

### دهه ۱۸۶۰
- «تصویری کاربردی از حق زنان برای کار». یا، نامه‌ای از ماری ای. زاکرزوسکا، برلین، پروس، ویرایش‌شده توسط کارولین دال (۱۸۶۰)[۶۶]
- درخواست یک برده، الیزابت کدی استانتون (۱۸۶۰)[۶۷]
- تدریس زن، کاترین بوث (۱۸۶۱)[۶۸]
- حوادثی در زندگی یک برده، هریت جیکوبز (۱۸۶۱)
- «فلسفه زنی در مورد زن؛ یا زنی که از دست داده است. پاسخی به میشله، پرودون، ژیراردین، لگوو، کنت، و دیگر مبتکران مدرن»، جنی دی هریکور (۱۸۶۴)
- تعقیب عشق کشنده طولانی، لوییزا می الکات (۱۸۶۶)
- «مشاهده اعتراضات به حق رأی زنان»، باربارا بودیچون (۱۸۶۶)[۶۹]
- آموزش عالی زنان، امیلی دیویس (۱۸۶۶)[۷۰]
- «خطاب به اولین سالگرد انجمن حقوق برابر آمریکا»، فرانسیس دی گیج (۱۸۶۷)[۷۱]
- «حفظ کار درحالی‌که چیزها در حال تکان هستند»، سوجرنر تروث (۱۸۶۷)[۷۲]
- زنان کوچک، لوییزا می الکات (۱۸۶۸)
- «مرد ویرانگر»، الیزابت کدی استانتون (۱۸۶۸)[۷۳]
- «آموزش و اشتغال زنان»، ژوزفین باتلر (۱۸۶۸)[۷۴]
- جنایتکاران، احمق‌ها، زنان و خردسالان، فرانسیس پاور کوب (۱۸۶۹)[۷۵]
- انقیاد زنان، جان استوارت میل (۱۸۶۹)[۷۶]
- زن با چشم‌انداز، کنسپیون آرنال (سویل، اسپانیا) (۱۸۶۹)
- زنان و سیاست، چارلز کینگزلی (۱۸۶۹)[۷۷]

### دهه ۱۸۷۰
- «در مورد ازدواج خیلی جوان» از روولوشن، الیزابت کدی استنتون (۱۸۷۰)[۷۸]
- » آیا زنان یک کلاس هستند؟»، لیلی بلیک (۱۸۷۰)[۷۹]
- » سیاست ما: خطاب به زنان در مورد حق رأی»، فرانسیس پاور کوب (۱۸۷۰)[۸۰]
- حقوق بشر، کریج آنی دنتون (۱۸۷۰)[۸۱]
- حمایت از حق رأی زنان، آدل هازلت (۱۸۷۱)[۸۲]
- موفقیت: مقالات در مورد حقوق زنان، مری ادواردز واکر (۱۸۷۱)
- » نامه‌ها به و از پولی پلم»، پولی پلم (نام مستعار مری آن کولکلو) (۱۸۷۱)[۸۳]
- در مورد پیشرفت آموزش و حرفه‌های صنعتی برای زنان، ماتیلدا جاسلین گیج (۱۸۷۱)
- » ما را در جای خود قرار دهید» از روولوشن، لیلی بلیک (۱۸۷۱)[۸۴]
- در مورد حق رأی زن، سوزان آنتونی (۱۸۷۲)[۸۵]
- دلایل حق رأی زنان و علیه آن، باربارا بودیچون (۱۸۷۲)[۸۶]
- ماجراهای یک زن در جستجوی حقوقش، فلورانس کلاکستون (۱۸۷۲)
- مارتا (لهستانی برای مارتا)، رمان توسط الیزا اورزسکوا (۱۸۷۳)[۸۷][۸۸]
- «حکم سوزان بی آنتونی برای جرم ر، ی دادن» (۱۸۷۳)[۸۹]
- «آزادی غیرمدنی: مقاله‌ای برای نشان دادن بی‌عدالتی و بی‌سیاست بودن زن حاکم بدون رضایت او»، عزرا هیوود (۱۸۷۳)
- زن: مرد برابر است، توماس وبستر (۱۸۷۳)[۹۰]
- «جنبش مهار زنان»، مارک تواین (۱۸۷۳)[۹۱]
- دختر خود بابا، ماری هاولند (۱۸۷۴)
- «برخی از افکار در باب جنبه فعلی جنگ صلیبی علیه مقررات دولتی»، کاترین بوت (۱۸۷۴)[۹۲]
- جنسیت در سرتاسر طبیعت، آنتوانت براون بلکول (۱۸۷۵)، شابک ‎۰−۸۸۳۵۵−۳۴۹-X[۹۳]
- «اعلامیه حقوق زنان ایالات متحده»، ۴ ژوئیه ۱۸۷۶[۹۴]
- چرا زنان حق رأی دادن را می‌خواهند, فرانسیس پاور کوب (۱۸۷۷)[۹۵]
- «درخواست به مردان نیوزیلند»، فمینا (نام مستعار مری آن مولر) (۱۸۷۸)[۹۶]
- خانه عروسک، هنریک ایبسن (۱۸۷۹)[۹۷]
- پاکی اجتماعی، ژوزفین باتلر (۱۸۷۹)[۹۸]
- آنتلوپ کلرادو، مجله فمینیستی که توسط کارولین نیکولز چرچیل در سال ۱۸۷۹ چاپ شد، و بعدتر با عنوان کویین بی شناخته شد.[۹۹]

### دهه ۱۸۸۰
- میزورا، مری لین (۱۸۸۱–۱۸۸۰)
- عقل سلیم دربارهٔ زنان، توماس ونتورث هیگینسون (۱۸۸۱)[۱۰۰]
- زنان و الفبا: سلسله مقالات، توماس ونتورث هیگینسون (۱۸۸۱)
- سؤال زنان در آلمان، انجمن ملی حق رأی زنان (۱۸۸۳)
- حقوق اساسی زنان ایالات متحده، ایزابلا بیچر هوکر (۱۸۸۳)[۱۰۱]
- داستان یک مزرعه آفریقایی، الیو شراینر (۱۸۸۳)[۱۰۲]
- زن در خانه‌اش، کنسپیون آرنال (۱۸۸۳)
- با دخترانمان چه کنیم؟ زنان زیادی و سخنرانی‌های دیگر ماری ای لیورمور (۱۸۸۳)[۱۰۳]
- بی‌عدالتی معاونت تنظیم‌شده دولتی، کاترین بوث (۱۸۸۴)[۱۰۴]
- «نیاز به قوانین طلاق لیبرال» از نشریه نورث آمریکن ریویو، الیزابت کدی استانتون (۱۸۸۴)[۱۰۵]
- منشأ خانواده، مالکیت خصوصی و دولت، فریدریش انگلس (۱۸۸۴)[۱۰۶]
- «آیا مسیحیت به نفع زن بوده است؟»، الیزابت کدی استانتون، از نشریه نورث آمریکن ریویو (۱۸۸۵)[۱۰۷]
- مردان، زنان، و خدایان، و سخنرانی‌های دیگر، هلن اچ. گاردنر (۱۸۸۵)[۱۰۸]
- بوستونی‌ها، هنری جیمز (۱۸۸۶)
- کتی کاریاتید ((به لهستانی: Kaśka Kariatyda) رمانی از گابریلا زاپولسکا (۱۸۸۶)
- پرسش زن، ادوارد آولینگ و النور مارکس (۱۸۸۶)[۱۰۹]
- زن‌ستیزی اعلیحضرت، آنی بسانت (۱۸۸۷)[۱۱۰]
- زنان و مردان، توماس ونتورث هیگینسون (۱۸۸۸)[۱۱۱]
- زنانی که به کالج می‌روند، آرتور گیلمن (۱۸۸۸)[۱۱۲]
- آمازونای جدید، الیزابت بورگوین کوربت (۱۸۸۹)
- ادمیناتریکس، اما گنت کورتیس (۱۸۸۹)
- آنو دومینی یا سرنوشت زن ۲۰۰۰، جولیوس فوگل (۱۸۸۹)

### دهه ۱۸۹۰
- «برده‌داری جنسی»، ولترین دوکلیر (۱۸۹۰)[۱۱۳]
- حقوق زنان (Le Droit des femmes) یعنی حقوق زنان (۱۸۶۹ تا ۱۸۹۱)
- خانه عروسک تعمیر شد، الینور مارکس ایولینگ (۱۸۹۱)[۱۱۴]
- جنبش زنان در جنوب، آ.پی. مایو (۱۸۹۱)
- «معاملات شورای ملی زنان ایالات متحده» (۱۸۹۱)[۱۱۵]
- صدایی از جنوب، آنا جولیا کوپر (۱۸۹۲)
- «شنیدن انجمن حق رأی زنان» (۱۸۹۲)[۱۱۶]
- تنهایی از خود، الیزابت کدی استانتون (۱۸۹۲)[۱۱۷]
- «کاغذ دیواری زرد»، شارلوت پرکینز گیلمن (۱۸۹۲)[۱۱۸]
- پیشرفت زنان مجله حقوق زنان کاتولیک (۱۸۹۲)[۱۱۹]
- یک دختر آلمانی در آمریکا، آگوستا بندر (۱۸۹۳)
- زن جدید (لهستانی: Emancypantki)، رمان بولسلاف پروس (۱۸۹۳–۱۸۹۰)
- تا زنان بتوانند رأی بگیرند، مری تی تای مانگاکاهیا (۱۸۹۳)[۱۲۰]
- «ترقی پنجاه سال» لوسی استون (۱۸۹۳)[۱۲۱]
- افشا کردن یک موازی، آلیس ایلنفریتز جونز و ایلا مرچانت (۱۸۹۳)[۱۲۲]
- زن، کلیسا و دولت، ماتیلدا جاسلین گیج (۱۸۹۳)[۱۲۳]
- دلخوشی زنان یکی است و جهانی، آنا جولیا کوپر (۱۸۹۳)[۱۲۴]
- «حس مشترک» در مورد حق رأی زنان، ماری کورینا پاتنم جکوبی (۱۸۹۴)
- » خطاب در باب حق رأی زنان»، کیری چاپمن کت (۱۸۹۴)[۱۲۵]
- «داستان یک ساعت»، کیت چوپین (۱۸۹۴)[۱۲۶]
- زن جدید، وینونا برنچ سوئر (۱۸۹۵)[۱۲۷]
- «چه اتفاقی برای دختر فارغ‌التحصیلان می‌افتد»، وینونا شاخ ساور (۱۸۹۵)[۱۲۸]
- «آنارشی و سؤال جنسیتی» از نیویورک ورلد، اِما گلدمن (۱۸۹۶)[۱۲۹]
- «فقط در کنار زن پرولتاری، سوسیالیسم می‌تواند پیروز شود»، کلارا زتکین (۱۸۹۶)[۱۳۰]
- پرولتاری در خانه، الینور مارکس (۱۸۹۶)[۱۳۱]
- زنان ام-روز، ویلیام هارد (۱۸۹۶)[۱۳۲]
- حقیقت قبل از هر چیزی، کاترین بوث (۱۸۹۷)[۱۳۳]
- «چرا به کالج می‌روید؟ خطبه‌ای از طرف آلیس فریمن، پالمرآلیس فریمن، پالمر ولسیلی»، آلیس فریمان پالمر (۱۸۹۷)[۱۳۴]
- هشتاد سال و بیشتر، الیزابت کادی استنتون (۱۸۹۸)[۱۳۵]
- رنسانس آموزش دختران در انگلستان، یک رکورد پنجاه سال پیشرفت، آلیس زیمرن (۱۸۹۸)[۱۳۵]
- «طوفان» کِت شوپین (۱۸۹۸)
- کتاب مقدس زن، الیزابت کادی استنتون (۱۸۹۸)[۱۳۶]
- زنان و اقتصاد، شارلوت پرشارلوت پرکنز گیلمن[۱۳۷]
- قطب شمال، آنا آدولف (۱۸۹۹)
- بیداری، کیت شاپین (۱۸۹۹)[۱۳۸]

## قرن ۲۰

### دهه ۱۹۰۰
- «آیا قوانین طلاق هم‌جنس در تمام ایالت‌ها مطلوب است؟» از نورث امریکن ریویو، الیزابت کدی استانتون (۱۹۰۰)[۱۳۹]
- «ازدواج الهام‌بخش»، رابرت اینگرسل (۱۹۰۰)[۱۴۰]
- «ترقی زن آمریکایی» از نورث امریکن ریویو، الیزابت کدی استانتون (۱۹۰۰)
- بسته‌ای از دروغ‌ها، دورا مونتفیور (۱۹۰۱)[۱۴۱]
- مسئله زنان، توسعه تاریخی و جنبه اقتصادی آن، لیلی براون (۱۹۰۱)[۱۴۲]
- «تصویر برای زنان»، مارک تواین (۱۹۰۱)[۱۴۳]
- زن، کیت آستین (۱۹۰۱)[۱۴۴]
- «پاسخی به جمهوری‌ها در مقابل زنان، توسط خانم کیت ترمبل ولسی»، دورا مونتیفیور (۱۹۰۳)[۱۴۵]
- «اعلان اصول»، توسط انجمن ملی رأی‌گیری زنان آمریکایی (۱۹۰۴)[۱۴۶]
- «حرکت زنان چه علاقه‌ای به حل مشکل همجن‌سگراها دارد؟» توسط آنا رولنگ (۱۹۰۴)[۱۴۷]
- «رؤیای سلطان» از مجله بانوان هندی، بیگم روکیا سخاوات حسین (۱۹۰۵)[۱۴۸]
- خانه میرث، ایدیت وارتون (۱۹۰۵)
- بلیک‌برن اس.دی. پی، دورا مونتیفیور (۱۹۰۶)[۱۴۹]
- کوبیتی (زنان)، زفیا نالکوسکا، رمان لهستانی (۱۹۰۶)
- «حرکت زنان سوسیالیست آلمان»، کلارا زتکین (۱۹۰۶)[۱۵۰]
- یوس سوفراجی (حق رأی)، مجله رسمی اتحاد بین‌المللی زنان (۱۹۰۶ تا ۱۹۲۴)
- عشق در زمان ظهور، ادوارد کارپنتر (۱۹۰۶)[۱۵۱]
- سوسیال دموکراسی و حق رأی زنان، کلارا زتکین (۱۹۰۶) [14][۱۵۱]
- «چند کلمه به زنان سوسیالیست»، دورا مونتیفیور (۱۹۰۷)[۱۵۲]
- «پاسخ به چرا من مخالف حق رأی زنان هستم توسط ای. بلفورت باخ»، دورا مونتیفیور (۱۹۰۹)[۱۵۳]
- «تجزیه کار و حقوق زنان، توسط ادوارد کدبری، سیسیلی متیسون و جورج شان»، دورا مونتیفیور (۱۹۰۹[۱۵۴]
- هرلند، شارلوت پرکینز گیلمن (۱۹۰۹)[۱۵۵]
- «موارد جالب»، دورا مونتیفیور (۱۹۰۹)[۱۵۶]
- «موارد جالب از کشورهای دیگر»، دورا مونتیفیور (۱۹۰۹)[۱۵۷]
- «خانم‌ها و حق رأی»، دورا مونتیفیور (۱۹۰۹)[۱۵۸]
- «سیاست و تقاضاها»، دورا مونتیفیور (۱۹۰۹)[۱۵۹]
- زن انگلیسی، دورا مونتیفیور (۱۹۰۹)[۱۶۰]
- تکامل جنسیت، دورا مونتیفیور (۱۹۰۹)[۱۶۱]
- «آینده زن»، دورا مونتیفیور (۱۹۰۹)[۱۶۲]
- «آخرین بازی در صحنه اجتماع»، دورا مونتیفیور (۱۹۰۹)[۱۶۳]
- «کنگره لندن اتحاد بین‌المللی برای حق رأی زنان»، دورا مونتیفیور (۱۹۰۹)[۱۶۴]
- «جایگاه زنان در جنبش سوسیالیستی»، دورا مونتیفیور (۱۹۰۹)[۱۶۵]
- جنبش زنان، الن کی (۱۹۰۹)[۱۶۶]
- آنچه دیانتا انجام داد، شارلوت پرکینز گیلمان (۱۹۰۹–۱۹۱۰)[۱۶۷]
- «آنچه هر زن سوسیالیستی باید بداند»، دورا مونتیفیور (۱۹۰۹)[۱۶۸]
- «زن - رفیق و برابر»، یوجین دبز (۱۹۰۹)[۱۶۹]
- نارسیزا، زفیا نالکوسکا، رمان لهستانی (۱۹۱۰)

### دهه ۱۹۱۰
- عشق و ازدواج، الن کی (۱۹۱۱)[۱۷۰]
- ازدواج و عشق، اِما گلدمن (۱۹۱۱)
- جنبش کوه شارلوت پرکینز گیلمن (۱۹۱۱)
- فرهنگ اندروکنتریک ما، یا جهان ساخته‌شده توسط انسان، شارلوت پرکینز گیلمن (۱۹۱۱)[۱۷۱]
- «دورویی پیوریتانیسم»، ایما گولدمن (۱۹۱۱)[۱۷۲]
- سکس و سؤال‌های زن، لنا مورو لوئیس (۱۹۱۱)[۱۷۳]
- «رفت و آمد در زنان»، ایما گولدمن (۱۹۱۱)[۱۷۴]
- «تراژدی آزادی زنان»، ایما گولدمن (۱۹۱۱)[۱۷۵]
- زنان و کار، اولیو شرینر (۱۹۱۱)[۱۷۶]
- پیگمالیون، جورج برنارد شاو (۱۹۱۲)
- «همانگاهی رو به جلوی جهان»، دورا مونتفیور (۱۹۱۲)[۱۷۷]
- زنان رأی‌دهنده، ویدا گولدشتین (۱۹۱۲)[۱۷۸]
- دو جنبش حق رأی، مارتا گرونینگ (۱۹۱۲)
- «انتخابات زنان»، دورا مونتیفیور (۱۹۱۲)[۱۷۹]
- «زن با دست‌های خالی: تکامل حق رأی»، ماریون هاملتون کارتر (۱۹۱۳)[۱۸۰]
- «آزادی یا مرگ»، املین پنکهرست (۱۹۱۳)[۱۸۱]
- «اگر مردها به‌دنبال حق رأی بودند»، جین آدامز (۱۹۱۳)[۱۸۲]
- سامانتا در سؤال زن، ماریتا هولی[۱۸۳]
- «سوزن و قلم»، شعر سلویا فرناندیز (۱۹۱۳)
- » چرا من کاغذ دیواری زرد را نوشتم»، شارلوت پرکینز گیلمن (۱۹۱۳)[۱۸۴]
- تاریخچه کوتاه حقوق زنان از زمان آگست تا امروز با اشاره ویژه به انگلستان و ایالات متحده، اوجین هکر (۱۹۱۴)[۱۸۵]
- رز مرده، آورورا کاسیریس (۱۹۱۴)[۱۸۶]
- برای زنان کویونگ، ویدا گولدشتین (۱۹۱۴)[۱۸۷]
- آیا زنان مرد هستند؟ کتاب ریم برای زمان‌های رأی‌گیری، آلیس دور میلر (۱۹۱۵)[۱۸۸]
- «چگونه احساس می‌شود که شوهر یک رأی است»، آقای کات (با کری چپمن کت ازدواج کرده است) (۱۹۱۵)[۱۸۹]
- در زمان‌هایی مانند این، نلی ایل مک کلونگ (۱۹۱۵)[۱۹۰]
- «نشر اساسی جمهوری» آنا هوارد شاو (۱۹۱۵)
- کار زنان در شهرداری‌ها، مری ریتر بیرد (۱۹۱۵)[۱۹۱]
- «بحران»، کیری چپمن کت (۱۹۱۶)[۱۹۲]
- "شر اجتماعی، کنوانسیون زنان، توسط انجمن سیاسی زنان (غیر حزبی)» (۱۹۱۶)[۱۹۳]
- ریزه‌کاری‌ها: یک بازی در یک عمل، سوزان گلسپل (۱۹۱۶)[۱۹۴]
- با او در سرزمین ما، شارلوت پرکینز گیلمن (۱۹۱۶)
- کار، سینکلر لوئیس (۱۹۱۷)
- بلوط مستحکم، الیزابت جردن (۱۹۱۷)
- «خطاب به کنگره»، کیری چپمن کت (۱۹۱۷)
- حق رأی زنان، اما گلدمن (۱۹۱۷)
- زنان مردم هستند، آلیس دوئر میلر (۱۹۱۷)[۱۹۵]
- » کنفرانس زنان حزب کارگری «دورا مونتیفیور (۱۹۱۸)[۱۹۶]
- عشق متأهل، ماری استوپز (۱۹۱۸)[۱۹۷]
- «بسیج قدرت زن»، هارریت استنتون بلاتچ (۱۹۱۸)[۱۹۸]
- «دعوت زنان زنان همراه‌مان»، دورا مونتیفیور (۱۹۱۹)[۱۹۹]
- «در باب تاریخ جنبش زنان کارگر در روسیه»، الکساندرا کولونتای (۱۹۱۹)[۲۰۰]
- پیشگامان کنترل تولد در انگلستان و آمریکا ویکتور رابینسون (۱۹۱۹)[۲۰۱]
- حقوق مردان و زنان: آیا باید برابر باشد؟، بئاتریس وِب (۱۹۱۹)
- زنان و حق رأی دادن رافائل پالما (۱۹۱۹)
- زن پیروز؛ داستان مبارزه برای آزادی، تحصیلات و حقوق سیاسی به همه زنان با ذهن نجیب از طرف یک عضو قدردان جنسی دیگر، رودولف کرونو (۱۹۱۹)[۲۰۲]
- «زنان کارگر برای حقوقشان مبارزه می‌کنند»، الکساندرا کولونتائی (۱۹۱۹)[۲۰۳]

### دهه ۱۹۲۰
- کمونیسم و خانواده، الکساندرا کولونتای (۱۹۲۰)[۲۰۴]
- «روز جهانی زن»، الکساندرا کولونتای (۱۹۲۰)[۲۰۵]
- زندانی برای آزادی، دوریس استیونز (۱۹۲۰)[۲۰۶]
- اکنون می‌توانیم شروع کنیم، کریستال ایستمن (۱۹۲۰)
- نژاد مادری، آیا زن یک نژاد است؟ دورا مونتفیوره (۱۹۲۰)[۲۰۷]
- عصر بی گناهی، ادیت وارتون (۱۹۲۰)
- زن و نژاد جدید، مارگارت سنگر (۱۹۲۰)[۲۰۸]
- زنان و کمونیسم، دورا مونتفیوره (۱۹۲۰)
- خانم سوانویک در باب زنان، دورا مونتفیوره (۱۹۲۱)[۲۰۹]
- فحشا و راه‌های مبارزه با آن، الکساندرا کولونتای (۱۹۲۱)[۲۱۰]
- روابط جنسی و مبارزه طبقاتی، الکساندرا کولونتای (۱۹۲۱)[۲۱۱]
- کار زنان در تکامل اقتصاد، الکساندرا کولونتای (۱۹۲۱)[۲۱۲]
- اخلاق کنترل تولد، مارگارت سنگر (۱۹۲۱)[۲۱۳]
- رساله‌هایی دربارهٔ اخلاق کمونیستی در حوزه روابط زناشویی، الکساندرا کولونتای (۱۹۲۱)[۲۱۴]
- «سکوی حزب حقوق زنان» (۱۹۲۲)[۲۱۵]
- عشق بزرگ، الکساندرا کولونتای (۱۹۲۳)[۲۱۶]
- عشق قرمز، الکساندرا کولونتای (۱۹۲۳)[۲۱۷]
- «مانیفست اتحادیه [ژاپن] برای تحقق حق رأی زنان» (۱۹۲۴)[۲۱۸]
- از ویکتوریایی تا مدرن، دورا مونتفیوره (۱۹۲۵)[۲۱۹]
- «وظیفه مضاعف: مبارزه زنان سیاه‌پوست برای رهایی جنسی و نژادی»، الیز جانسون مک‌دوگالد (۱۹۲۵)[۲۲۰]
- دربارهٔ زنان، سوزان لا فولت (۱۹۲۶)
- زندگی‌نامه یک زن کمونیست رهایی‌یافته جنسی، الکساندرا کولونتای (۱۹۲۶)[۲۱۹]
- اتاقی از آن خود، ویرجینیا وولف (۱۹۲۹)[۲۲۱]

### دهه ۱۹۳۰
- زنان در موسیقی، ویرایش‌شده توسط فردریک پتریدس (۱۹۳۵)
- نایت وود، جونا بارنز (۱۹۳۶)
- سه گینه، ویرجینیا وولف (۱۹۳۸)[۲۲۲]

### دهه ۱۹۴۰
- آیا زنان دستمزد مردان هستند؟ رابرت ال دی، لوسی جی وودکاک و موریل هیگنی از شورای اقدام برای دستمزد برابر (۱۹۴۲)[۲۲۳]
- لورا، ورا کاسپری (۱۹۴۳)
- زن به مثابه نیرویی در تاریخ مطالعه‌ای سنت‌ها و واقعیت‌ها، مری ریتر بیرد (۱۹۴۶)[۲۲۴]
- جنس دوم، سیمون دوبوار (۱۹۴۹)

### دهه ۱۹۵۰
- «زنان به مثابه گروه اقلیت»، هلن مایر هکر (۱۹۵۱)[۲۲۵]
- برادری مادرسالارانه: جنسیت و کار در جامعه بدوی، اولین رید (۱۹۵۴)[۲۲۶]
- اسطوره حقارت زنان، اولین رید (۱۹۵۴)[۲۲۷]
- جنبش فمینیستی در فیلیپین ۱۹۰۵–۱۹۵۵: کتاب طلایی برای بزرگداشت سالگرد جنبش فمینیستی در فیلیپین، ترینیداد تاروسا-سوبیدو (۱۹۵۵)[۲۲۸]

### دهه ۱۹۶۰
- «وضعیت انسانی: نگاهی زنانه»، والری سیوینگ (۱۹۶۰)[۲۲۹]
- «آزادی مشروط زن»، ترجمه شده به انگلیسی» اوا موبرگ (۱۹۶۱)
- دفترچه یادداشت طلایی، دوریس لسینگ (۱۹۶۲)
- «داستان یک خرگوش، قسمت اول»، اثر گلوریا استاینم (۱۹۶۳)[۲۳۰]
- «داستان یک خرگوش، قسمت دوم»، اثر گلوریا استاینم (۱۹۶۳)[۲۳۱]
- «برابری بین دو جنس: یک پیشنهاد غیرمتعارف»، آلیس اس. روسی (۱۹۶۳)
- «دربارهٔ انتشار جنس دوم»، سیمون دوبوار (۱۹۶۳)[۲۳۲]
- حباب شیشه، سیلویا پلات (۱۹۶۳)
- رازوری زنانه، بتی فریدان (۱۹۶۳)
- «بررسی عرفان زنانه»، اولین رید (۱۹۶۴)[۲۳۳]
- مقاله کمیته هماهنگی دانشجویان علیه خشونت: زنان در جنبش (۱۹۶۴)[۲۳۴]
- «جین کرو و قانون: تبعیض جنسی و عنوان هفتم»، مری ایستوود و پالین مری (۱۹۶۵)
- «جنسیت و طبقه - یادداشت»، کیسی هیدن و مری کینگ (۱۹۶۵)[۲۳۵]
- کودک، آندریا دورکین (۱۹۶۶)
- «زن آزاد»، از سانفرانسیسکو اکسپرس تایمز، هدر دین (۱۹۶۶)[۲۳۶]
- بیانیه هدف سازمان ملی زنان در سال ۱۹۶۶، بتی فریدان (۱۹۶۶)[۲۳۷]
- «چه گام‌های مشخصی می‌توان برای پیشبرد جنبش هموفیلی برداشت»، شرلی ویلر (۱۹۶۶)[۲۳۸]
- «مکان زن: سکوت یا خدمت؟»، لتا اسکانزونی (۱۹۶۶)[۲۳۹]
- «زنان: طولانی‌ترین انقلاب»، ژولیت میچل (۱۹۶۶)[۲۴۰]
- شرم پایان یافت، آنیا میولن‌بلت (۱۹۶۷)
- خاطرات یک خانه‌دار دیوانه، سو کافمن (۱۹۶۷)
- «نارضایتی زنان»، جوک کول اسمیتز (۱۹۶۷)[۲۴۱]
- «مانیفست زنان رادیکال: نظریه فمینیستی سوسیالیستی، برنامه و ساختار سازمانی»، توسط زنان رادیکال (۱۹۶۷)
- «به زنان چپ» (۱۹۶۷)[۲۴۲]
- «سخن‌رانی تجمع سقط جنین»، آن کودت (۱۹۶۸)[۲۴۳]
- «نامه‌ای به سردبیر مجله رمپارتز»، لین پیارتنی (۱۹۶۸)[۲۴۴]
- «زنان سیاه‌پوست در فقر»، نویسندگان مختلف (۱۹۶۸)[۲۴۵]
- «دفن زنان‌گریان»، گروه زنان رادیکال (۱۹۶۸)[۲۴۶]
- «ارتقای ازدواج به شراکت»، لتا اسکانزونی (۱۹۶۸)[۲۴۷]
- «مراسم تشییع برای خاکسپاری زنان سنتی»، کتی آماتنیک (۱۹۶۸)[۲۴۸]
- «نامه به سردبیر در پاسخ به یک مقاله گاردین»، الن ویلیس (۱۹۶۸)[۲۴۹]
- موی صبح، آندریا دورکین (۱۹۶۸)
- منشور حقوق سازمان ملی زنان (N.O.W.) (1968)[۲۵۰]
- دیگر سرگرمی و بازی نیست: مجله‌ای از آزادی زن (۱۹۶۸)[۲۵۱]
- «دیگر دوشیزه آمریکا نیست!» (بیانیه مطبوعاتی برای رد استوکینگز)، رابین مورگان (۱۹۶۸)[۲۵۲]
- یادداشت‌هایی از سال اول، زنان رادیکال نیویورک (۱۹۶۸)[۲۵۳]
- «روان‌شناسی زن را می‌سازد»، نائومی وایستاین (۱۹۶۸)[۲۵۴]
- «اصول»، زنان رادیکال نیویورک (۱۹۶۸)
- مانیفست SCUM، والری سولاناس (۱۹۶۸)[۲۵۵]
- سیاست جنسی، کیت میلت (۱۹۶۸)[۲۵۶]
- کلیسا و جنس دوم، ماری دالی (۱۹۶۸)
- «تشکیلات ژانت رانکین: قدرت زن؟ خلاصه‌ای از مشارکت ما»، شولامیث فایراستون (۱۹۶۸)[۲۵۷]
- «هویت دیگر هم‌جنس‌گراها»، دل مارتین (۱۹۶۸)[۲۵۸]
- «جبهه آزادی زنان» از مدراتور، جورین (۱۹۶۸)[۲۵۹]
- «جنبش حقوق زنان در ایالات متحده: دیدگاهی جدید»، شولامیت فایرستون (۱۹۶۸)[۲۶۰]
- «به‌سوی یک جنبش رادیکال»، هدر بوث، ایوی گلدفیلد و سو موناکر (۱۹۶۸)[۲۶۱]
- «درک ارگاسم» از رمپارتز، سوزان لیدون (۱۹۶۸)[۲۶۲]
- صدای جنبش آزادی زنان [خبرنامه] (۱۹۶۸–۱۹۶۹)[۲۶۳]
- «چه نوع مردی پلی‌بوی را می‌خواند؟» (۱۹۶۸)[۲۶۴]
- «زنان و قدرت»، گلوریا استاینم (۱۹۶۸)[۲۶۵]
- «پس از قدرت سیاه، آزادی زنان»، گلوریا استاینم (۱۹۶۹)[۲۶۶]
- «مقاله‌ای تاریخی و انتقادی برای زنان سیاه‌پوست»، پاتریشیا هادن، دونا میدلتون و پاتریشیا رابینسون (۱۹۶۹–۱۹۷۰)
- «توافق‌نامه ازدواج»، آلیکس کیتس شولمن (۱۹۶۹)[۲۶۷]
- «آیا مردان واقعاً دشمن هستند؟»، جین وست (۱۹۶۹)[۲۶۸]
- «برهانی برای آزادی زنان سیاه‌پوست به‌عنوان یک نیروی انقلابی»، مری آن ودرز (۱۹۶۹)[۲۶۹]
- «اکثریت تحت ستم حقوق خود را می‌خواهد» از لایف، سارا دیویدسون (۱۹۶۹)[۲۷۰]
- خطر دوگانه: سیاه بودن و زن بودن، فرانسیس بیل (۱۹۶۹)[۲۷۱]
- «حقوق برابر برای زنان»، شرلی چیزم (۱۹۶۹)[۲۷۲]
- «زنان و رفاه»، بتسی جنگجو (۱۹۶۹)[۲۷۳]
- «سرمقاله تأسیس» از زنان: مجله‌ای از آزادی (۱۹۶۹)[۲۷۴]
- «آزادی برای دختران جنبش - اکنون»، واناکن (۱۹۶۹)[۲۷۵]
- می‌دانم چرا پرنده در قفس می‌خواند، مایا آنجلو (۱۹۶۹)
- «لزبینیسم و فمینیسم»، ویلدا چیس (۱۹۶۹)
- چریک‌ها، مونیک ویتگ (۱۹۶۹)
- «سیاست من: مانیفست»، فمینیست‌های رادیکال نیویورک (۱۹۶۹)[۲۷۶]
- بیانیه پیشنهادی اصول سیاسی (۱۹۶۹)[۲۷۷]
- «فمینیسم رادیکال و عشق»، تی-گریس اتکینسون (۱۹۶۹)
- مانیفست رد استوکینگز (۱۹۶۹)[۲۷۸]
- «نخستین پوشش مطبوعاتی رد استوکینگز» از سنس (۱۹۶۹)[۲۷۹]
- «آخرین ماما، یا آزادی زنان که توسط زندانیان جهان انجام شد» (۱۹۶۹)[۲۸۰]
- «لحظه بزرگ بعدی در تاریخ مال آن‌هاست»، ویویان گورنیک (۱۹۶۹)
- «اقتصاد سیاسی آزادی زنان»، مارگارت بنستون (۱۹۶۹)
- «به‌سوی اتحادیه زنان انقلابی: یک دیدگاه استراتژیک»، تری آر و لوسی جی (۱۹۶۹)[۲۸۱]
- «پتانسیل انقلابی آزادی زنان چیست؟»، کتی مک آفی و میرنا وود (۱۹۶۹)[۲۸۲]
- «دشمن کیست؟»، رکسان دانبار (۱۹۶۹)[۲۸۳]
- ما که هستیم: توصیفی از گروه‌های آزادیب‌خش زنان (۱۹۶۹)[۲۸۴]
- «زنان و اسطوره مصرف‌گرایی»، الن ویلیس (۱۹۶۹)[۲۸۵]

### دهه ۱۹۷۰
- «تک‌گویی از نائومی وایستاین» (دهه ۱۹۷۰)[۲۸۶]
- «پیشنهادی برای کار اجتماعی»، ویویان روتشتاین و مری ام (دهه ۱۹۷۰)[۲۸۷]
- یک شغل نامناسب برای یک زن، پی. دی. جیمز (۱۹۷۲)
- رهایی زنان: سرکوب جنسی و خانواده، لورل لیمپوس (دهه ۱۹۷۰)[۲۸۸]
- «دربارهٔ ما»، گروه زنان سن‌دیگو (۱۹۷۰)[۲۸۹]
- «رهایی از توالت»، میتسو تاناکا (۱۹۷۰)
- «مانیفست زن سیاه‌پوست»، اتحاد زنان جهان سوم (۱۹۷۰)[۲۹۰]
- آزادی زنان سیاه‌پوست، ماکسین ویلیامز و پاملا نیومن (۱۹۷۰)[۲۹۱]
- زنجیر یا تغییر، توسط جنبش آزادی زنان ایرلند (۱۹۷۰)
- اشعار گروه‌های راک آزادی زنان شیکاگو و نیوهون (دهه ۱۹۷۰)[۲۹۲]
- «رهایی از اروس»، میتسو تاناکا (۱۹۷۰)
- «برای اصلاح حقوق برابر»، شرلی چیزم (۱۹۷۰)[۲۹۳]
- «خداحافظی با همه» از رت، رابین مورگان (۱۹۷۰)[۲۹۴]
- بدعت‌ها: انتشارات فمینیستی در مورد هنر و سیاست (۱۹۷۷–۱۹۹۲)
- من چیزی هستم که هستم، لورنا چرو (۱۹۷۰)[۲۹۵]
- «اگر همه چیز همین باشد»، دل مارتین (۱۹۷۰)[۲۹۶]
- «تبعیض نهادی»، جورین (۱۹۷۰)[۲۹۷]
- «آیا انسان یک میمون تهاجمی است؟»، ایولین رید (۱۹۷۰)[۲۹۸]
- «قاضی کارسول و دکترین «سکس پلاس»، بتی فریدان (۱۹۷۰)[۲۹۹]
- یادداشت‌هایی از سال دوم: آزادی زنان، زنان رادیکال نیویورک (۱۹۷۰)[۳۰۰]
- از پشت ما (۱۹۷۰–اکنون)
- «نان سفید فقیر»، رکسان دانبار (۱۹۷۰)[۳۰۱]
- سیاست جنسی، کیت میلت (۱۹۷۰)
- قدرت خواهرخواندگی: گلچینی از نوشته‌های جنبش آزادی زنان، ویرایش‌شده توسط رابین مورگان (۱۹۷۰)
- «به مشکلات ما خوب نگاه کن»، پاملا نیومن (۱۹۷۰)[۳۰۲]
- «ساختمان قفس طلایی» از سکند ویو: مجله‌ای از فمینیسم جدید، جورین (۱۹۷۰)[۳۰۳]
- دیالکتیک جنسی: موردی برای انقلاب فمینیستی، شولامیت فایرستون (۱۹۷۰)
- خواجه مؤنث، جرمن گریر (۱۹۷۰)
- آزادی زنان سیاه‌پوست، پالین مری (۱۹۷۰)[۳۰۴]
- «افسانه ارگاسم واژن»، آن کودت (۱۹۷۰)[۳۰۵]
- «سیاست کار خانه»، پت مایناردی از رد استوکینگز (۱۹۷۰)[۳۰۶]
- «انقلاب در ذهن ما در حال رخ دادن است» از روولیشن ۲ (۱۹۷۰)[۳۰۷]
- «نقش سازمان‌های دولتی در به‌دست آوردن حقوق برابر برای زنان»، دیر (۱۹۷۰)[۳۰۸]
- «ناآزادی زنان یهودی»، ترود وایس-رزمارین (۱۹۷۰)
- «زن، زن را شناسایی کرد»، رادیکال‌ها (۱۹۷۰)[۳۰۹]
- «به‌سوی اتحادیه زنان انقلابی: یک چشم‌انداز استراتژیک»، تری آر و لوسی جی (۱۹۷۰)[۳۱۰]
- «تو خدای من نیستی، یهوه!»، کشیش پگی وی (۱۹۷۰)[۳۱۱]
- «مقاله موضع حزب لردهای جوان در مورد زنان»، کمیته مرکزی حزب لردهای جوان (۱۹۷۰)[۳۱۲]
- زن چیست؟، نورما آلن (۱۹۷۰)[۳۱۳]
- «رهایی زنان چیست؟»، مرلین سالزمن وب، از وین (۱۹۷۰)[۳۱۴]
- «اگر زنان برنده شوند چگونه خواهد بود»، گلوریا استاینم (۱۹۷۰)[۳۱۵]
- «مردان چه می‌توانند برای آزادی زنان انجام دهند»، آزادی زنان گینزویل (۱۹۷۰)[۳۱۶]
- «ما که هستیم»، آژیر: مجله آنارکو-فمینیسم (۱۹۷۰)[۳۱۷]
- «چرا رهایی جنسی؛ مطرح کردن مشکل آزادی زنان»، میتسو تاناکا (۱۹۷۰)
- «چرا آزادی زنان برای زنان سیاه‌پوست مهم است»، ماکسین ویلیامز (۱۹۷۰)[۳۱۸]
- «زن و ذهنش: داستان زندگی روزمره»، مردیث تکس (۱۹۷۰)[۳۱۹]
- «زنان: طبقه یا جنسیت سرکوب‌شده»، ایولین رید (۱۹۷۰)[۳۲۰]
- «زنان در دانشکده‌های علوم اجتماعی از سال ۱۸۹۲ (در دانشگاه شیکاگو)»، جورین (۱۹۷۰)[۳۲۱]
- گزارش زنان، دو ماهنامه بریتانیا (۱۹۷۲–۱۹۷۹)
- واشینگتن پست، گلوریا استاینم (۱۹۷۰)[۳۲۲]
- «سازمان‌های آزادی زنان»، کارن دوربین، از وین (۱۹۷۰)[۳۲۳]
- «آزادی زنان: جنگ علیه جنسیت‌گرایی»، هلن دودار (۱۹۷۰)[۳۲۴]
- «سرکوب زنان: کورتجاس»، کانی مورالس، وزارت آموزش، لردهای جوان (۱۹۷۰)[۳۲۵]
- «سقط جنین»، گلوریا کولون، وزارت آموزش و پرورش، ستاد مرکزی حزب لردهای جوان (۱۹۷۱)[۳۲۶]
- «یک دختر و مادر دربارهٔ جنسیت صحبت می‌کنند»، الین و مادرش از Womankind (1971-19721)[۳۲۷]
- «دفاع از سقط جنین» از فلسفه و امور عمومی، جلد. ۱، جودیت جارویس تامسون (پاییز ۱۹۷۱)[۳۲۸]
- «پس از مرگ خدای پدر» از کومون‌ویل، ماری دالی (۱۹۷۱)[۳۲۹]
- «تحلیل مکتب آزادی زنان شیکاگو»، اتحادیه آزادی‌بخش زنان شیکاگو (۱۹۷۱)[۳۳۰]
- «و جیل بعد از آن غلت زد» از ومن‌کایند (۱۹۷۱)[۳۳۱]
- پایانی بر جدایی و نابرابر، ترود وایس-روزمارین (۱۹۷۱)[۳۳۲]
- بیانیه‌ای دربارهٔ آزادی زن (۱۹۷۱)[۳۳۳]
- «بوگیمن و زن بوگیم»، جودی از زن (۱۹۷۱)[۳۳۴]
- «آیا زنان می‌توانند زنان را دوست داشته باشند؟» (مصاحبه آن کودت، ۱۹۷۱)[۳۳۵]
- «آشکارزدایی از زبان»، کیسی میلر و کیت سویفت (۱۹۷۱)
- «مرگ با تربیت جنسیتی!»، لتی کاتین پوگربین (۱۹۷۱)[۳۳۶]
- «برابری فقط در صورت الزام»، دبورا میلر (۱۹۷۱)[۳۳۷]
- «فمینیسم و خواجه مؤنث»، ایولین رید (۱۹۷۱)[۳۳۸]
- «فمینیسم: موج قدیم و موج جدید»، الن دوبوآ (۱۹۷۱)[۳۳۹]
- «سقط جنین رایگان حق هر زن است: بیانیه اتحادیه آزادی‌بخش زنان شیکاگو» (۱۹۷۱)[۳۴۰]
- «به‌سوی تغییرات»، جوآن از ومن‌کایند (۱۹۷۱)[۳۴۱]
- «زنان دبیرستانی می‌پرسند: آزادی زنان چیست؟» (۱۹۷۱)[۳۴۲]
- «چگونه گروه افزایش آگاهی خود را راه‌اندازی کنیم» (بروشور توزیع‌شده توسط اتحادیه آزادی زنان شیکاگو، ۱۹۷۱)[۳۴۳]
- «آیا زیست‌شناسی سرنوشت زن است؟»، اولین رید (۱۹۷۱)[۳۴۴]
- «مانیفست ۳۴۳»، سیمون دوبوار (۱۹۷۱)[۳۴۵]

### دهه ۱۹۸۰
- «یک زن نویسنده و پورنوگرافی»، آندریا دورکین (۱۹۸۰)[۳۴۶]
- «دگرجنس‌گرایی اجباری و وجود هم‌جنس‌گرا»، آدرین ریچ (۱۹۸۰)
- زبان انسان‌ساخته، دیل اسپندر (۱۹۸۰)
- فمینیست شکاک: یک تحقیق فلسفی، جانت رادکلیف ریچاردز (۱۹۸۰)
- کتاب راهنمای نویسندگی غیرجنس‌گرایان، کیسی میلر و کیت سویفت (۱۹۸۰)
- قلب شکسته زن مدرن: داستان‌های کوتاه، آندریا دورکین (۱۹۸۰)
- «رهایی واقعی زنان»، ایندیرا گاندی (۱۹۸۰)[۳۴۷]
- «یک شهر غیرجنسگرا چگونه است؟ گمانه‌زنی‌ها درباره مسکن، طراحی شهری و کار انسانی»، دولورس هایدن[۳۴۸]
- «زنان و سیاست شهری»، جورین (۱۹۸۰)[۳۴۹]
- آیا من زن نیستم؟ زنان سیاه‌پوست و فمینیسم، بل هوکس (۱۹۸۱)
- «انتقام طبیعت»، الن ویلیس (1981)[۳۵۰]
- «پورنوگرافی و برتری مرد»، آندریا دورکین (1981)[۳۵۱]
- پورنوگرافی: مردانی که زنان را در اختیار خود دارند، آندریا دورکین (1981)
- «بخش پورنوگرافی در خشونت جنسی»، آندریا دورکین (1981)[۳۵۲]
- این پل به نام من است: نوشته‌های زنان رنگین‌پوست رادیکال، چری موراگا و گلوریا انزلدوآ (1981)
- «به‌سوی حقوق فمینیستی»، ان سی اسکیلز (1981)
- «چرا پورنوگرافی برای فمینیست‌ها اهمیت دارد»، آندریا دورکین (1981)[۳۵۳]
- در برابر سادومازوخیسم: تحلیل رادیکال فمینیستی، ویرایشزشده توسط رابین روث لیندن، دارلین آر. پاگانو، دایانا ای. اچ. راسل و سوزان لی استار (1982)
- زنان سفید، مردان سیاه، اما برخی از ما شجاع هستیم: مطالعات زنان سیاه‌پوست، ویرایش‌شده توسط آکاشا گلوریا هال، پاتریشیا بل-اسکات و باربارا اسمیت (1982)
- مطالعات فمینیستی  (1982–اکنون)
- هیپاتیا: مجله‌ای در فلسفه فمینیستی (1982–اکنون)
- در صدایی متفاوت: نظریه روان‌شناختی و رشد زنان، کارول گیلیگان (1982)
- زنان نامرئی: رسوایی آموزش، دیل اسپندر (1982)
- قدرت‌های وحشت، ژولیا کریستوا (1982)
- آناتومی آزادی، رابین مورگان (1982)
- به رنگ ارغوان، آلیس واکر (1982)
- «اهمیت کار حقوقی زنان: زنان شاغل در جنگ جهانی دوم»، لین بیتون (1982)[۳۵۴]
- زامی: املای جدید نام من، آدر لرد (1982)
- نظریه‌پردازان فمینیست: سه قرن متفکران کلیدی زن، دیل اسپندر (1983)
- عشق یا پول، تاریخچه تصویری زنان و کار در استرالیا، مگان مک مورچی، مارگو الیور و جنی تورنلی (1983)
- دختران خانگی، نویسندگان مختلف (1983)
- چگونه نوشتن زنان را سرکوب کنیم، جوآنا راس (1983)
- در جستجوی باغ‌های مادران ما: نثر زن، آلیس واکر (1983)
- «هیچ چیز نداشتم، و نمی‌توانم بیش از این تحمل کنم»، راشل آدلر (1983)
- اعمال ظالمانه و شورش‌های روزمره، گلوریا استاینم (1983)
- زنان جناح راست: سیاست زنان اهلی، آندریا دورکین (1983)
- جنسیت‌گرایی و صحبت با خدا: به‌سوی الهیات فمینیستی، رزماری رادفورد روتر (1983)
- سیاست واقعیت: مقالاتی در نظریه فمینیستی، مرلین فرای (1983)
- جنبش زنان در قرن بیستم همواره وجود داشته است، دیل اسپندر (1983)
- «مطبوعات چیست؟ آزادی برای کیست؟»، آندریا دورکین (1983)[۳۵۵]
- «ارزش قابل مقایسه»، جورین (1984)[۳۵۶]
- «خاخام‌های زن و ترس‌های مرد»، هیم سدلر فلر (1984)
- در جستجوی پاسخ: صدای زنان هندی، مادو کیشوار و روث وانیتا
- نظریه فمینیستی: از حاشیه تا کانون، بل هوکس (1984)
- «من یک آتش‌بس بیست و چهار ساعته می‌خواهم که در طی آن هیچ تجاوز جنسی وجود نداشته باشد»، آندریا دورکین (1984)[۳۵۷]
- شهوت خالص: فلسفه فمینیستی عنصری، مری دالی (1984)
- خواهرخواندگی جهانی است: گلچین جنبش بین‌المللی زنان، ویرایش‌شده توسط رابین مورگان (1984)
- خواهر غریب، آدر لرد (1984)
- عقل مذکر: «مذکر» و «مونث» در فلسفه غرب، ژنویو لوید (1984)
- «دنده گمشده: مکان فراموش‌شده ملکه‌ها و کاهنان در استقرار صهیون»، مارگارت توسکانو (1984)[۳۵۸]
- «در برابر سیل مردانه: سانسور، پورنوگرافی و برابری»، آندریا دورکین (1985)
- «یک مقاله شخصی در مورد خلوص در زبان»، ویلیام هجو (نام ادبی داگلاس هافستاتر) (1985)[۳۵۹]
- مطالعات فمینیستی استرالیا (1985–تاکنون)
- فراتر از قدرت: درباره زنان، مردان و اخلاقیات، مرلین فرنچ (1985)
- برای ثبت: ساخت و معنای دانش فمینیستی، دیل اسپندر (1985)
- «کتاب‌های عاشقانه: مرد/زن/فمینیست» از هات وایر، آندریا دورکین (1985)[۳۶۰]
- «تغییر افق‌ها»، لین بیتون (1985) [525][۳۶۱]
- سرگذشت ندیمه، مارگارت اتوود (1985)
- دلایل چرایی: مقالاتی در باب قانون جدید حقوق مدنی که هرزه‌نگاری را به‌عنوان تبعیض جنسی به رسمیت می‌شناسد، آندریا دورکین و کاترین مک‌کینون (1985)
- خون، نان و شعر: منتخب نثر (1979-1985)، آدرین ریچ (1986)
- فمینیسم و ملی‌گرایی در جهان سوم، کوماری جایاوردنا (1986)
- مطالعات فمینیستی، مطالعات انتقادی، ترزا دلارتیس (1986)
- «جنسیت: مقوله مفیدی از تحلیل تاریخی»، جوآن والاک اسکات (1986)[۳۶۲]
- یخ و آتش، آندریا دورکین (1986)
- «اگر مردان می‌توانستند قاعدگی داشته باشند»، گلوریا استاینم (1986)[۳۶۳]
- «نامه‌ای از یک منطقه جنگی»، آندریا دورکین (1986)[۳۶۴]
- مادران در حال محاکمه: نبرد برای کودکان و حضانت، فیلیس چسلر (1986)
- دستور کار، مجله فمینیستی (1987–اکنون)
- سرزمین‌های مرزی، گلاره انزلدوآ (1987)
- فمینیسم اصلاح‌نشده: گفتمان‌هایی درباره زندگی و قانون، کاترین مک‌کینون (1987)
- رابطه، آندریا دورکین (1987)
- منظره‌ای برای یک زن خوب، کارولین کی استیدمن (1987)
- ساختن: راهنمای یک زن برای رابطه جنسی در عصر ایدز، سیندی پاتون و جنیس کلی (1987)[۳۶۵]
- بازسازی زنانگی، هیزل کاربی (1987)
- مادر بزرگ کیهانی: کشف مجدد دین زمین، مونیکا اسجو و باربارا مور (1987)
- «سفر در تاریکی: او و ما»، آندریا دورکین (1987)[۳۶۶]
- وبسترز؛ اولین شرور بین کهکشانی در زبان انگلیسی، جین کاپوتی و سودی راکوسین (1987)
- «که را می‌شناسید و در مقابل که را نمایندگی می‌کنید: نفوذ فمینیستی در احزاب دموکرات و جمهوری خواه»، جورین (1987)[۳۶۷]
- فمینیسم و انسان‌شناسی، هنریتا مور (1988)
- فعالیت‌های فمینیستی در کنوانسیون جمهوری‌خواه ۱۹۸۸، جورین (1988)[۳۶۸]
- تشکیلات فمینیستی (1988–تاکنون)
- تاریخ ادبی فمینیستی، جانت تاد (1988)
- «با احتیاط رفتار کنید: ما به جنبشی برای تربیت کودک نیاز داریم»، الن ویلیس (1988)
- اگر زنان به‌شمار آیند: یک اقتصاد فمینیستی جدید، مرلین وارینگ (1988)
- اخلاق هم‌جنس‌گرایی: به‌سوی ارزش جدید، سارا لوسیا هوگلند (1988)
- پورنوگرافی و حقوق مدنی: روزی جدید برای برابری زنان، آندره آ دورکین و کاترین مک‌کینون (1988)[۳۶۹]
- «انقلاب اجتماعی و اصلاحیه حقوق برابر»، جورین (1988)[۳۷۰]
- تواریخ هایدی، وندی واسرستاین (1988)
- «زنان در کنوانسیون دموکراتیک ۱۹۸۸»، جورین (1988)[۳۷۱]
- تاریخ زنان جهان، روزالیند مایلز (1989)
- دفاع از حقوق فاحشه‌ها، ویرایش‌شده توسط گیل فیترسون (1989)
- رقص در لبه جهان، اورسولا لو گویین (1989)
- تفاوت‌ها: مجله مطالعات فرهنگی فمینیستی (1989–اکنون)
- آشفتگی جنسیتی: فمینیسم و براندازی هویت، جودیت باتلر (1989)
- نامه‌هایی از یک منطقه جنگی: نوشته‌ها، ۱۹۷۶-۱۹۸۹، آندریا دورکین (1989)
- «مردان، زنان و برابری کتاب مقدس»، مسیحیان برای برابری کتاب مقدس (1989)[۳۷۲]
- «بیش از ۱۰۰ میلیون زن گم شده‌اند»، آمارتیا سن (1989)[۳۷۳]
- «ارائه... خواهر بدون بلوز»، هتی گوست (1989)
- «جنسیت، پورنوگرافی، و روش‌ها: لذت پدرسالاری»، کاترین مک‌کینون (1989)
- شیفت دوم: والدین شاغل و انقلاب در خانه، آرلی راسل هکشایلد و آن ماچونگ (1989)
- معبد آشنای من، آلیس واکر (1989)
- به‌سوی یک نظریه فمینیستی دولتی، کاترین مک‌کینون (1989)
- بافتن چشم‌انداز: الگوهای جدید در معنویت فمینیستی، ویرایش‌شده توسط کارول پی کریست و جودیت پلاسکو (1989)
- «زنان، سکس و راک‌اندرول» نوشته تری ساتن (1989)
- ماهواره‌های خارج از مدار، کریس ویند (1988)[۳۷۴]